# Аджарський державний музей образотворчих мистецтв
Аджа́рський держа́вний музе́й образотво́рчих мисте́цтв (груз. აჭარის ხელოვნების სახელმწიფო მუზეუმი) — художній музей у місті Батумі, столиці регіону Аджарія (Грузія), культурно-мистецький осередок міста, автономії та держави, створений за часів її Незалежності (1998). 

## Загальні дані і будинок
Музейний заклад розташований за адресою:
вул. З. Горгіладзе, буд. 8.
Площа музею складає 1 716 м², площа постійної експозиції — 423 м², площа тичасових виставок — 383 м², запасники — 65 м²
Будівля Аджарського державного музею образотворчих мистецтв є однією з історичних споруд Батумі, спроектована відомим архітектором Кахою Джавахішвілі (1949). Цей   монументальний будинок у стилі сталінського ампіру вирізняється своєю функціональною структурою та естетичним виглядом, характеризується суворістю, очищеною архітектонікою, простотою декору. Фасад будівлі оздоблений рельєфним фризом видатного скульптора Тамар Абакелія (1951-2).

## Історія
Аджарський державний музей образотворчих мистецтв був офіційно відкритий 19 грудня 1998 року і є важливим осередком сучасної грузинської культури. До цього в цій будівлі розміщався музей, що розповідав про історію революції 1917 року. 
Музей володіє солідною колекцією експонатів, що дає яскраве уявлення про основні етапи грузинського образотворчого мистецтва ХХ століття: зокрема, тут представлено твори цілої плеяди талановитих митців різних поколінь.

## Експозиція та діяльність
До колекції Аджарського державного музею образотворчих мистецтв входять картини, гравюри та скульптури грузинських і зарубіжних художників, в тому числі Ніко Піросмані, Давида Какабадзе, Ладо Гудіашвілі, Єлени Ахвледіані, Стефана Бакаловича, Русудан Петвіашвілі, А. Зоммера, Іраклія Очіаурі, М. Ігнатова, А. Занковського, Мераба Бердзенішвілі, Зураба Ніжарадзе, Анзора (Гоги) Чагелішвілі, Гії Бугадзе та багатьох інших.
Існує постійна експозиція грузинської скульптури, кераміки, гравюр, гобеленів і декоративних тканин, а також організовуються тимчасові виставки, наприклад, присвячені творчості Пабло Пікассо. 
При музейному закладі функціонує недільна художня студія для дітей та бібліотека.

## Джерело-посилання
- Аджарський державний музей образотворчих мистецтв [Архівовано 27 жовтня 2019 у Wayback Machine.] на www.georgiantravelguide.com (вебпутівник Грузією) [Архівовано 30 квітня 2019 у Wayback Machine.] (рос.)